# Temporalis

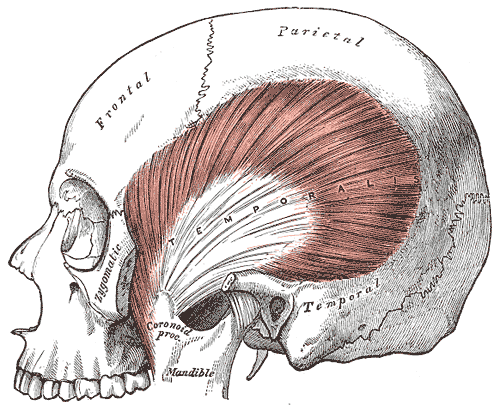
Lateral vy av kraniet och m. temporalis. Arcus zygomaticus och m. masseter har avlägsnats.
Illustration: Gray's Anatomy, 1918. (PD)

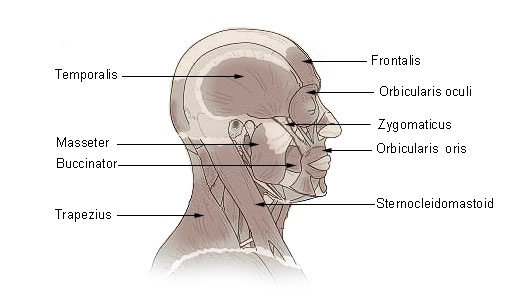
Huvudets och halsens muskler.

Temporalis är, i människans anatomi, en av kraniets tuggmuskler.
M. temporalis har sitt ursprung i fossa temporalis och den djupa delen av fascia temporalis (ibland kallad aponeurosis temporalis) som omsluter muskeln. Den sträcker sig till processus coronoid på underkäken (mandibula).
Kontraktion av m. temporalis gör att underkäken förs uppåt. Muskelns bakersta fibrer kan dra underkäken bakåt. Muskeln kan palperas genom att fingrarna trycks mot tinningarna samtidigt som man tuggar.
M. temporalis innerveras av en av de djupa grenar av nervus trigeminus.